# Division IIA du Championnat du monde de hockey sur glace 2018
Navigation
Division IIA en 2017 Division IIA en 2019
Le tournoi de la Division IIA du Championnat du monde de hockey sur glace 2018 se déroule à Tilbourg aux Pays-Bas du 23 au 29 avril 2018.
| \| Localisation de Tilbourg aux Pays-Bas. \| Localisation de Tilbourg aux Pays-Bas. |
| Localisation de Tilbourg aux Pays-Bas.                                              |

## Format de la compétition

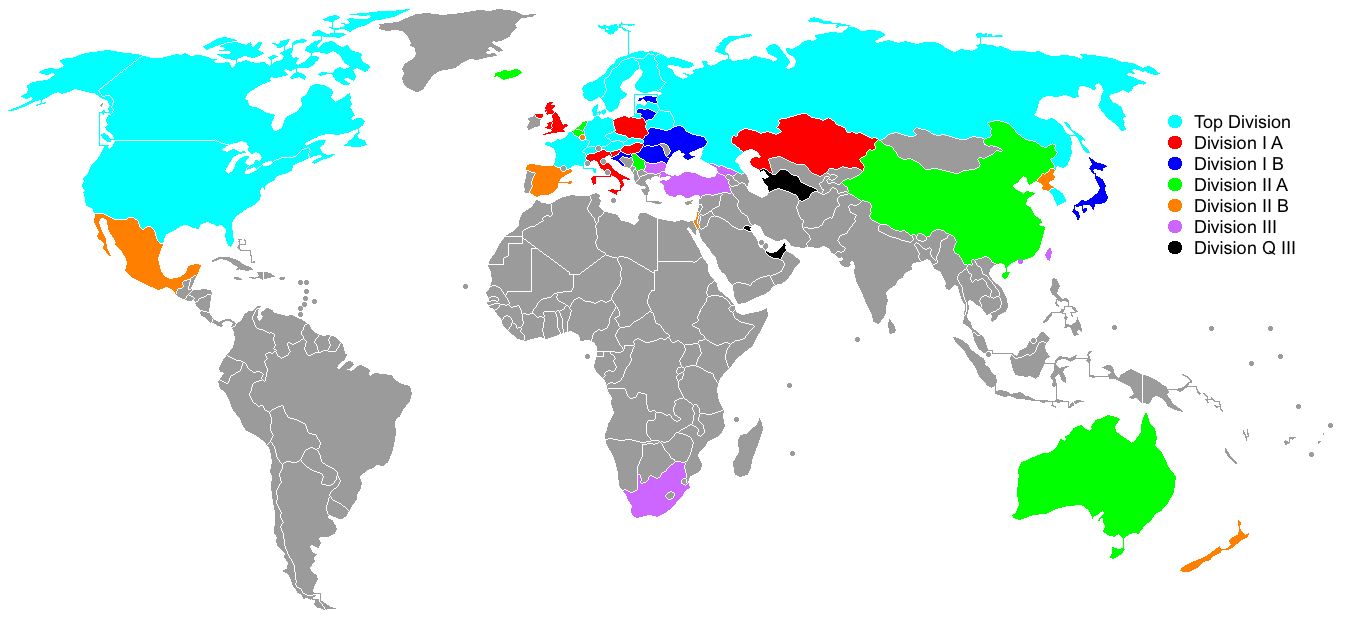
Nations participant au Championnat du monde de hockey sur glace 2018, par division.

Le Championnat du monde de hockey sur glace est un ensemble de plusieurs tournois regroupant les nations en fonction de leur niveau. Les meilleures équipes disputent le titre dans la Division Élite. Cette Division regroupe 16 équipes réparties en deux groupes de 8 qui disputent un tour préliminaire. Les 4 premiers de chaque groupe sont qualifiés pour les quarts de finale et les derniers sont relégués en Division IA à l'exception de la Slovaquie, organisatrice de l'édition 2019, qui ne peut être reléguée même si elle termine à la dernière place du groupe A. 
Pour les autres divisions qui comptent 6 équipes (sauf la Qualification pour la Division III), les équipes s’affrontent entre elles et, à l'issue de cette compétition, le premier est promu dans la division supérieure et le dernier est relégué dans la division inférieure. 
En Qualification pour la Division III, le vainqueur de la finale est promu en Division III.
Lors des phases de poule, les points sont attribués ainsi :
- 3 points pour une victoire dans le temps réglementaire ;
- 2 points pour une victoire en prolongation ou aux tirs de fusillade ;
- 1 point pour une défaite en prolongation ou aux tirs de fusillade ;
- aucun point pour une défaite dans le temps réglementaire.

## Officiels
La fédération internationale a désigné 11 officiels pour œuvrer lors de la compétition :
| Arbitres                                                                 | Juges de ligne |
| ------------------------------------------------------------------------ | --- |
| - Andrea Benvegnu - Miklós Haszonits - Sergey Morozov - Tomasz Radzik    | \| - Knut Einar Bråten - Tomislav Grozaj - Raivis Jučers - Kensuke Kanazawa \| - Jos Korte - Ian McCambridge - Stef Oosterling \| |
| - Knut Einar Bråten - Tomislav Grozaj - Raivis Jučers - Kensuke Kanazawa | - Jos Korte - Ian McCambridge - Stef Oosterling                                                                                   |

## Matches
| 23 avril | Australie | 3-0 (1-0, 0-0, 2-0) | Islande | IJssportcentrum 250 spectateurs |

| Feuille de match | Feuille de match                                                                                              | Feuille de match | Feuille de match | Feuille de match                                                                   |
| ---------------- | --- | ---------------- | ---------------- | ---------------------------------------------------------------------------------- |
|                  | Goransson (Armstrong, Haselhusrt) — 17 min 3 s Malloy (Darge) — 58 min 52 s Powell (Cliff) — 59 min 37 s (CV) | 1-0 2-0 3-0      | -                | Arbitrage : Miklós Haszonits Juges de lignes : Kensuke Kanazawa et Stef Oosterling |
| Kimlin           | Gardiens | Hedström         |                  | Arbitrage : Miklós Haszonits Juges de lignes : Kensuke Kanazawa et Stef Oosterling |
| 8 min            | Pénalités | 16 min           |                  | Arbitrage : Miklós Haszonits Juges de lignes : Kensuke Kanazawa et Stef Oosterling |
| 39               | Tirs | 20               |                  | Arbitrage : Miklós Haszonits Juges de lignes : Kensuke Kanazawa et Stef Oosterling |

| 23 avril | Serbie | 4-1 (1-0, 2-1, 1-0) | Belgique | IJssportcentrum 215 spectateurs |

| Feuille de match | Feuille de match | Feuille de match    | Feuille de match                         | Feuille de match                                                        |
| ---------------- | --- | ------------------- | ---------------------------------------- | ----------------------------------------------------------------------- |
|                  | P. Novaković (Luković) — 14 min 46 s (2 SN) Kerezović (Luković) — 21 min 11 s - Sretović (P. Novaković) — 38 min 41 s (SN) P. Novaković (Crnogorac, Luković) — 52 min 43 s (SN) | 1-0 2-0 2-1 3-1 4-1 | - Denis (McCann-Coppens) — 30 min 41 s - | Arbitrage : Sergey Morozov Juges de lignes : Raivis Jučers et Jos Korte |
| Ranković         | Gardiens | Jansen              |                                          | Arbitrage : Sergey Morozov Juges de lignes : Raivis Jučers et Jos Korte |
| 12 min           | Pénalités | 14 min              |                                          | Arbitrage : Sergey Morozov Juges de lignes : Raivis Jučers et Jos Korte |
| 31               | Tirs | 33                  |                                          | Arbitrage : Sergey Morozov Juges de lignes : Raivis Jučers et Jos Korte |

| 23 avril | Pays-Bas | 7-0 (3-0, 1-0, 3-0) | Chine | IJssportcentrum 1 452 spectateurs |

| Feuille de match | Feuille de match | Feuille de match            | Feuille de match | Feuille de match                                                                   |
| ---------------- | --- | --------------------------- | ---------------- | ---------------------------------------------------------------------------------- |
|                  | van der Schuit — 3 min 37 s van den Heuvel (Bastings, Joly) — 13 min 13 s (SN) Nagtzaam (van Oorschot) — 16 min 1 s Vogelaar (van Soest) — 26 min 28 s Vogelaar (Bastings) — 42 min 30 s van den Heuvel (K. Bruijsten, Loginov) — 48 min 44 s (SN) Stempher (van der Schuit, Vogelaar) — 58 min 51 s | 1-0 2-0 3-0 4-0 5-0 6-0 7-0 | -                | Arbitrage : Andrea Benvegnu Juges de lignes : Knut Einar Bråten et Ian McCambridge |
| Meierdres        | Gardiens | Sun Z.                      |                  | Arbitrage : Andrea Benvegnu Juges de lignes : Knut Einar Bråten et Ian McCambridge |
| 16 min           | Pénalités | 6 min                       |                  | Arbitrage : Andrea Benvegnu Juges de lignes : Knut Einar Bråten et Ian McCambridge |
| 39               | Tirs | 9                           |                  | Arbitrage : Andrea Benvegnu Juges de lignes : Knut Einar Bråten et Ian McCambridge |

| 24 avril | Australie | 6-0 (1-0, 2-0, 3-0) | Belgique | IJssportcentrum 245 spectateurs |

| Feuille de match | Feuille de match | Feuille de match        | Feuille de match | Feuille de match                                                           |
| ---------------- | --- | ----------------------- | ---------------- | -------------------------------------------------------------------------- |
|                  | Rezek (L. Webster) — 26 s Darge (Woodman, Taylor) — 21 min (SN) Tesarik (Miettinen) — 35 min 57 s Goransson (Armstrong, Powell) — 40 min 54 s (SN) Todd (Malloy, Armstrong) — 45 min 34 s Todd (Armstrong, Malloy) — 48 min 38 s | 1-0 2-0 3-0 4-0 5-0 6-0 | -                | Arbitrage : Andrea Benvegnu Juges de lignes : Jos Korte et Ian McCambridge |
| Kimlin           | Gardiens | Jansen                  |                  | Arbitrage : Andrea Benvegnu Juges de lignes : Jos Korte et Ian McCambridge |
| 12 min           | Pénalités | 16 min                  |                  | Arbitrage : Andrea Benvegnu Juges de lignes : Jos Korte et Ian McCambridge |
| 40               | Tirs | 24                      |                  | Arbitrage : Andrea Benvegnu Juges de lignes : Jos Korte et Ian McCambridge |

| 24 avril | Chine | 1-3 (0-1, 0-2, 1-0) | Serbie | IJssportcentrum 257 spectateurs |

| Feuille de match | Feuille de match                         | Feuille de match | Feuille de match | Feuille de match                                                                 |
| ---------------- | ---------------------------------------- | ---------------- | --- | -------------------------------------------------------------------------------- |
|                  | - Huang Q. (Zhang C., Yan) — 56 min 59 s | 0-1 0-2 0-3 1-3  | Luković (Crnogorac) — 10 min 8 s (SN) Zwick (Luković, Brkušanin) — 20 min 59 s Vučurević (Brkušanin, Ilić) — 23 min 30 s (SN) - | Arbitrage : Tomasz Radzik Juges de lignes : Knut Einar Bråten et Stef Oosterling |
| Sun Z.           | Gardiens                                 | Ranković         | | Arbitrage : Tomasz Radzik Juges de lignes : Knut Einar Bråten et Stef Oosterling |
| 54 min           | Pénalités                                | 22 min           | | Arbitrage : Tomasz Radzik Juges de lignes : Knut Einar Bråten et Stef Oosterling |
| 18               | Tirs                                     | 34               | | Arbitrage : Tomasz Radzik Juges de lignes : Knut Einar Bråten et Stef Oosterling |

| 24 avril | Islande | 1-11 (0-3, 0-3, 1-5) | Pays-Bas | IJssportcentrum 1 347 spectateurs |

| Feuille de match                        | Feuille de match                       | Feuille de match                                   | Feuille de match | Feuille de match                                                                 |
| --------------------------------------- | -------------------------------------- | -------------------------------------------------- | --- | -------------------------------------------------------------------------------- |
|                                         | - Orongan (Mikaelsson) — 54 min 47 s - | 0-1 0-2 0-3 0-4 0-5 0-6 0-7 0-8 0-9 0-10 1-10 1-11 | van Lijden (M. Bruijsten) — 7 min 51 s de Hondt (Vogelaar) — 9 min 52 s M. Bruijsten (van Lijden) — 14 min 48 s Joly — 26 min 41 s Smid (de Hondt) — 29 min 8 s (SN) van Lijden (M. Bruijsten) — 36 min 50 s Vogelaar (Joly) — 43 min 23 s Bastings (Verkiel) — 43 min 41 s Joly (van Soest) — 45 min 34 s Stempher (M. Bruijsten, Loginov) — 53 min 41 s - K. Bruijsten (Bastings, van den Heuvel) — 57 min 7 s (JS) | Arbitrage : Sergey Morozov Juges de lignes : Tomislav Grozaj et Kensuke Kanazawa |
| Hedström (40 min) Valdimarsson (20 min) | Gardiens                               | Meierdres (30 min 27 s) Oosterwijk (29 min 33 s)   | | Arbitrage : Sergey Morozov Juges de lignes : Tomislav Grozaj et Kensuke Kanazawa |
| 4 min                                   | Pénalités                              | 10 min                                             | | Arbitrage : Sergey Morozov Juges de lignes : Tomislav Grozaj et Kensuke Kanazawa |
| 7                                       | Tirs                                   | 66                                                 | | Arbitrage : Sergey Morozov Juges de lignes : Tomislav Grozaj et Kensuke Kanazawa |

| 26 avril | Chine | 1-3 (1-0, 0-0, 0-3) | Australie | IJssportcentrum 411 spectateurs |

| Feuille de match | Feuille de match                    | Feuille de match | Feuille de match | Feuille de match                                                                   |
| ---------------- | ----------------------------------- | ---------------- | --- | ---------------------------------------------------------------------------------- |
|                  | Zhang Z. (Huang Q.) — 11 min 10 s - | 1-0 1-1 1-2 1-3  | - Haselhurst (Armstrong, Todd) — 42 min 13 s Rezek (Haselhurst) — 55 min 33 s Armstrong (Goransson) — 59 min 22 s (SN + CV) | Arbitrage : Sergey Morozov Juges de lignes : Knut Einar Bråten et Kensuke Kanazawa |
| Sun Z.           | Gardiens                            | Kimlin           | | Arbitrage : Sergey Morozov Juges de lignes : Knut Einar Bråten et Kensuke Kanazawa |
| 12 min           | Pénalités                           | 18 min           | | Arbitrage : Sergey Morozov Juges de lignes : Knut Einar Bråten et Kensuke Kanazawa |
| 24               | Tirs                                | 38               | | Arbitrage : Sergey Morozov Juges de lignes : Knut Einar Bråten et Kensuke Kanazawa |

| 26 avril | Belgique | 6-3 (1-0, 2-0, 3-3) | Islande | IJssportcentrum 243 spectateurs |

| Feuille de match | Feuille de match | Feuille de match                    | Feuille de match | Feuille de match                                                            |
| ---------------- | --- | ----------------------------------- | --- | --------------------------------------------------------------------------- |
|                  | van den Bogaert (de Smet, Verelst) — 12 min 57 s Denis — 26 min 4 s de Smet (Verelst) — 31 min 12 s Henry (Delbrassine, Paulus) — 48 min 30 s - Bremer (Henry) — 58 min 20 s Pellegrims (Verelst) — 58 min 59 s (CV) | 1-0 2-0 3-0 4-0 4-1 4-2 4-3 5-3 6-3 | - Sigurðsson (Pálsson) — 52 min 25 s Sigrúnarson (Kristinsson) — 53 min 9 s (SN) Sigurðsson (Jónsson, Sigrúnarson) — 57 min 30 s - | Arbitrage : Miklós Haszonits Juges de lignes : Jos Korte et Ian McCambridge |
| Legrand          | Gardiens | Hedström                            | | Arbitrage : Miklós Haszonits Juges de lignes : Jos Korte et Ian McCambridge |
| 22 min           | Pénalités | 20 min                              | | Arbitrage : Miklós Haszonits Juges de lignes : Jos Korte et Ian McCambridge |
| 43               | Tirs | 24                                  | | Arbitrage : Miklós Haszonits Juges de lignes : Jos Korte et Ian McCambridge |

| 26 avril | Pays-Bas | 5-0 (2-0, 2-0, 1-0) | Serbie | IJssportcentrum 1 500 spectateurs |

| Feuille de match | Feuille de match | Feuille de match    | Feuille de match | Feuille de match                                                             |
| ---------------- | --- | ------------------- | ---------------- | ---------------------------------------------------------------------------- |
|                  | van Soest (Joly) — 4 min 21 s van Soest (Joly, Oosterveld) — 9 min 40 s van den Heuvel (K. Bruijsten, van Oorschot) — 31 min 56 s (SN) Vogelaar (de Hondt, Stempher) — 32 min 26 s (SN) van Oorschot (van den Heuvel, K. Bruijsten) — 54 min 6 s | 1-0 2-0 3-0 4-0 5-0 | -                | Arbitrage : Tomasz Radzik Juges de lignes : Tomislav Grozaj et Raivis Jučers |
| Meierdres        | Gardiens | Ranković            |                  | Arbitrage : Tomasz Radzik Juges de lignes : Tomislav Grozaj et Raivis Jučers |
| 20 min           | Pénalités | 36 min              |                  | Arbitrage : Tomasz Radzik Juges de lignes : Tomislav Grozaj et Raivis Jučers |
| 35               | Tirs | 11                  |                  | Arbitrage : Tomasz Radzik Juges de lignes : Tomislav Grozaj et Raivis Jučers |

| 28 avril | Chine | 3-1 (0-0, 0-1, 3-0) | Islande | IJssportcentrum 321 spectateurs |

| Feuille de match | Feuille de match                                                                                               | Feuille de match | Feuille de match                         | Feuille de match                                                             |
| ---------------- | --- | ---------------- | ---------------------------------------- | ---------------------------------------------------------------------------- |
|                  | - Zhang Z. (Zhang H.) — 47 min 24 s Zhong (Sun, Zhang C.) — 48 min 43 s (SN) Huang Q. (Sun) — 58 min 19 s (CV) | 0-1 1-1 2-1 3-1  | Jóhannesson (orsteinsson) — 25 min 7 s - | Arbitrage : Tomasz Radzik Juges de lignes : Raivis Jučers et Stef Oosterling |
| Sun Z.           | Gardiens | Hedström         |                                          | Arbitrage : Tomasz Radzik Juges de lignes : Raivis Jučers et Stef Oosterling |
| 12 min           | Pénalités | 10 min           |                                          | Arbitrage : Tomasz Radzik Juges de lignes : Raivis Jučers et Stef Oosterling |
| 26               | Tirs | 29               |                                          | Arbitrage : Tomasz Radzik Juges de lignes : Raivis Jučers et Stef Oosterling |

| 28 avril | Belgique | 2-10 (0-4, 1-4, 1-2) | Pays-Bas | IJssportcentrum 2 400 spectateurs |

| Feuille de match                           | Feuille de match                                                                     | Feuille de match                                 | Feuille de match | Feuille de match                                                                  |
| ------------------------------------------ | ------------------------------------------------------------------------------------ | ------------------------------------------------ | --- | --------------------------------------------------------------------------------- |
|                                            | - Henry (Milpas, Denis) — 29 min 34 s - de Smet (Paulus, Denis) — 48 min 47 s (SN) - | 0-1 0-2 0-3 0-4 0-5 0-6 1-6 1-7 1-8 2-8 2-9 2-10 | Joly (van Lijden) — 1 min 35 s K. Bruijsten (ven den Heuvel, Bastings) — 3 min 2 s van Oorschot (van Soest, van Gestel) — 14 min 27 s Nagtzaam (Joly) — 15 min 18 s Vogelaar (Nagtzaam) — 22 min 13 s (IN) K. Bruijsten (van den Heuvel) — 29 min 12 s - de Hondt (Dempher, Smid) — 38 min (SN) Bastings (K. Bruijsten) — 38 min 44 s - Vogelaar (K. Bruijsten, van den Heuvel) — 51 min 9 s Nagtzaam (K. Bruijsten, Loginov) — 58 min 39 s (SN) | Arbitrage : Miklós Haszonits Juges de lignes : Tomislav Grozaj et Ian McCambridge |
| Jansen (29 min 34 s) Legrand (30 min 26 s) | Gardiens                                                                             | Meierdres                                        | | Arbitrage : Miklós Haszonits Juges de lignes : Tomislav Grozaj et Ian McCambridge |
| 14 min                                     | Pénalités                                                                            | 18 min                                           | | Arbitrage : Miklós Haszonits Juges de lignes : Tomislav Grozaj et Ian McCambridge |
| 18                                         | Tirs                                                                                 | 51                                               | | Arbitrage : Miklós Haszonits Juges de lignes : Tomislav Grozaj et Ian McCambridge |

| 28 avril | Serbie | 4-5 (TB) (2-1, 0-1, 2-2, 0-0, 0-1) | Australie | IJssportcentrum 521 spectateurs |

| Feuille de match | Feuille de match | Feuille de match                    | Feuille de match | Feuille de match                                                             |
| ---------------- | --- | ----------------------------------- | --- | ---------------------------------------------------------------------------- |
|                  | Podunavac — 4 min 11 s (2 SN) Vučurević (Sretović) — 15 min 38 s (SN) - Sretović (Đumić) — 52 min 57 s (IN) Novaković (Podunavac) — 59 min 50 s (SN + JS) - | 1-0 2-0 2-1 2-2 2-3 2-4 3-4 4-4 4-5 | - L. Webster (Darge, Taylor) — 16 min 21 s Goransson (Todd, Armstrong) — 26 min 22 s (SN) Malloy (Goransson, Haselhurst) — 41 min 4 s Armstrong — 46 min 55 s - Taylor — 65 min (TB) | Arbitrage : Andrea Benvegnu Juges de lignes : Knut Einar Bråten et Jos Korte |
| Ranković         | Gardiens | Kimlin                              | | Arbitrage : Andrea Benvegnu Juges de lignes : Knut Einar Bråten et Jos Korte |
| 12 min           | Pénalités | 22 min                              | | Arbitrage : Andrea Benvegnu Juges de lignes : Knut Einar Bråten et Jos Korte |
| 39               | Tirs | 33                                  | | Arbitrage : Andrea Benvegnu Juges de lignes : Knut Einar Bråten et Jos Korte |

| 29 avril | Belgique | 2-5 (0-0, 0-3, 3-2) | Chine | IJssportcentrum 250 spectateurs |

| Feuille de match | Feuille de match                                                                     | Feuille de match            | Feuille de match | Feuille de match                                                                  |
| ---------------- | ------------------------------------------------------------------------------------ | --------------------------- | --- | --------------------------------------------------------------------------------- |
|                  | - Henry (Bremer, Distate) — 49 min 51 s Neven (Verelst, Paulus) — 56 min 36 s (SN) - | 0-1 0-2 0-3 0-4 1-4 2-4 2-5 | Zou (Huang P.) — 28 min 3 s Li (Liu, Zhang C.) — 34 min 43 s Huang Q. (Zhang Z.) — 35 min 49 s Zhang H. (Zhang Z.) — 43 min 31 s (IN) - Zhang Z. (Huang Q.) — 58 min 36 s | Arbitrage : Miklós Haszonits Juges de lignes : Tomislav Grozaj et Ian McCambridge |
| Legrand          | Gardiens                                                                             | Sun Z.                      | | Arbitrage : Miklós Haszonits Juges de lignes : Tomislav Grozaj et Ian McCambridge |
| 39 min           | Pénalités                                                                            | 16 min                      | | Arbitrage : Miklós Haszonits Juges de lignes : Tomislav Grozaj et Ian McCambridge |
| 33               | Tirs                                                                                 | 38                          | | Arbitrage : Miklós Haszonits Juges de lignes : Tomislav Grozaj et Ian McCambridge |

| 29 avril | Pays-Bas | 9-2 (4-0, 3-1, 2-1) | Australie | IJssportcentrum 2 035 spectateurs |

| Feuille de match                       | Feuille de match | Feuille de match                            | Feuille de match                                                                 | Feuille de match                                                                |
| -------------------------------------- | --- | ------------------------------------------- | -------------------------------------------------------------------------------- | ------------------------------------------------------------------------------- |
|                                        | van der Schuit (de Hondt, Stempher) — 1 min 2 s van der Schuit (Stempher) — 6 min 27 s Smid — 12 min 27 s van Oorschot (van den Heuvel, van Soest) — 17 min 56 s (SN) Bestings (van den Heuvel, K. Bruijsten) — 24 min 18 s Verkiel (van Oorschot) — 26 min 21 s - Vogelaar (van der Schuit, Stempher) — 34 min 7 s (SN) Stempher (de Hondt, van Oorschot) — 51 min 12 s Vogelaar (van den Heuvel) — 57 min 5 s - | 1-0 2-0 3-0 4-0 5-0 6-0 6-1 7-1 8-1 9-1 9-2 | - K. Webster (Powell) — 31 min 33 s - Powell (K. Webster, Lindsay) — 58 min 42 s | Arbitrage : Sergey Morozov Juges de lignes : Knut Einar Bråten et Raivis Jučers |
| Meierdres (40 min) Oosterwijk (20 min) | Gardiens | Kimlin                                      |                                                                                  | Arbitrage : Sergey Morozov Juges de lignes : Knut Einar Bråten et Raivis Jučers |
| 2 min                                  | Pénalités | 8 min                                       |                                                                                  | Arbitrage : Sergey Morozov Juges de lignes : Knut Einar Bråten et Raivis Jučers |
| 66                                     | Tirs | 19                                          |                                                                                  | Arbitrage : Sergey Morozov Juges de lignes : Knut Einar Bråten et Raivis Jučers |

| 29 avril | Islande | 2-5 (1-1, 0-2, 1-2) | Serbie | IJssportcentrum 311 spectateurs |

| Feuille de match | Feuille de match                                                   | Feuille de match            | Feuille de match | Feuille de match                                                                  |
| ---------------- | ------------------------------------------------------------------ | --------------------------- | --- | --------------------------------------------------------------------------------- |
|                  | - Olafsson (Induss) — 11 min 33 s - Jóhannesson — 58 min 37 s (IN) | 0-1 1-1 1-2 1-3 1-4 1-5 2-5 | Zwick — 10 min 3 s (SN) - Novaković (Crnogorac) — 32 min 40 s Sretović (Brkušanin, Sabados) — 38 min 58 s (SN) Luković (Novaković) — 50 min 21 s Crnogorac (Podunavac) — 55 min 11 s (2 IN + CV) - | Arbitrage : Andrea Benvegnu Juges de lignes : Kensuke Kanazawa et Stef Oosterling |
| Hedström         | Gardiens                                                           | Ranković                    | | Arbitrage : Andrea Benvegnu Juges de lignes : Kensuke Kanazawa et Stef Oosterling |
| 8 min            | Pénalités                                                          | 22 min                      | | Arbitrage : Andrea Benvegnu Juges de lignes : Kensuke Kanazawa et Stef Oosterling |
| 32               | Tirs                                                               | 46                          | | Arbitrage : Andrea Benvegnu Juges de lignes : Kensuke Kanazawa et Stef Oosterling |

## Classement
| Clt   | Équipe       | PJ | V | VP | D | DP | BP | BC | Diff | Pts |
| ----- | ------------ | -- | - | -- | - | -- | -- | -- | ---- | --- |
| +001, | Pays-Bas (R) | 5  | 5 | 0  | 0 | 0  | 42 | 5  | +37  | 15  |
| +002, | Australie    | 5  | 3 | 1  | 1 | 0  | 19 | 14 | +5   | 11  |
| +003, | Serbie       | 5  | 3 | 0  | 1 | 1  | 16 | 14 | +2   | 10  |
| +004, | Chine (P)    | 5  | 2 | 0  | 3 | 0  | 10 | 16 | -6   | 6   |
| +005, | Belgique     | 5  | 1 | 0  | 4 | 0  | 11 | 28 | -17  | 3   |
| +006, | Islande      | 5  | 0 | 0  | 5 | 0  | 7  | 28 | -21  | 0   |

- Promu en Division IB en 2019
- Relégué en Division IIB en 2019

Pour les significations des abréviations, voir statistiques du hockey sur glace.

## Récompenses individuelles
Meilleurs joueurs
- Meilleur gardien :  Anthony Kimlin
- Meilleur défenseur :  Giovanni Vogelaar
- Meilleur attaquant :  Ivy van den Heuvel

| Clt | Joueur             | Équipe    | PJ | B | A | Pts | Pun | +/- |
| --- | ------------------ | --------- | -- | - | - | --- | --- | --- |
| 1   | Ivy van den Heuvel | Pays-Bas  | 5  | 3 | 8 | 11  | 2   | +11 |
| 2   | Giovanni Vogelaar  | Pays-Bas  | 5  | 8 | 2 | 10  | 0   | +14 |
| 3   | Jordy van Oorschot | Pays-Bas  | 5  | 3 | 7 | 10  | 2   | +6  |
| 4   | Mickey Bastings    | Pays-Bas  | 5  | 3 | 6 | 9   | 2   | +10 |
| 4   | Danny Stempher     | Pays-Bas  | 5  | 3 | 6 | 9   | 2   | +7  |
| 6   | Kevin Bruijsten    | Pays-Bas  | 5  | 3 | 5 | 8   | 2   | +11 |
| 6   | Raphael Joly       | Pays-Bas  | 5  | 3 | 5 | 8   | 6   | +7  |
| 8   | Matthew Armstrong  | Australie | 5  | 2 | 6 | 8   | 6   | +3  |
| 9   | Reno de Hondt      | Pays-Bas  | 5  | 2 | 5 | 7   | 6   | +8  |
| 10  | Petar Novaković    | Serbie    | 5  | 4 | 2 | 6   | 4   | +1  |

| Clt | Joueur            | Équipe    | PJ | Min      | BC | Moy  | %Arr  | Bl |
| --- | ----------------- | --------- | -- | -------- | -- | ---- | ----- | -- |
| 1   | Ian Meierdres     | Pays-Bas  | 5  | 230 h 27 | 2  | 0,52 | 94,87 | 2  |
| 2   | Anthony Kimlin    | Australie | 5  | 305 h    | 14 | 2,75 | 91,91 | 2  |
| 3   | Sun Zehao         | Chine     | 5  | 296 h 57 | 15 | 3,03 | 91,28 | 0  |
| 4   | Arsenije Ranković | Serbie    | 5  | 303 h 6  | 14 | 2,77 | 90,73 | 0  |
| 5   | Dennis Hedström   | Islande   | 5  | 275 h 56 | 19 | 4,13 | 90,55 | 0  |
| 6   | Arthur Legrand    | Belgique  | 3  | 150 h 26 | 12 | 4,79 | 86,52 | 0  |
| 7   | Mike Jansen       | Belgique  | 3  | 49 h 34  | 16 | 6,42 | 83,16 | 0  |

Pour les significations des abréviations, voir statistiques du hockey sur glace.
Nota : seuls sont classés les gardiens ayant joué au minimum 40 % du temps de jeu de leur équipe.